# Burni Panomon
Burni Panomon är ett berg i Indonesien.   Det ligger i provinsen Aceh, i den västra delen av landet, 1 600 km nordväst om huvudstaden Jakarta. Toppen på Burni Panomon är 2 564 meter över havet, eller 609 meter över den omgivande terrängen. Bredden vid basen är 17,6 km.
Terrängen runt Burni Panomon är kuperad norrut, men söderut är den bergig.Runt Burni Panomon är det mycket glesbefolkat, med 5 invånare per kvadratkilometer. I omgivningarna runt Burni Panomon växer i huvudsak städsegrön lövskog.